# 巴里夏诺
巴里夏诺（義大利語：Barisciano），是意大利阿奎拉省的一个市镇。总面积78.56平方公里，人口1831人，人口密度23.3人/平方公里（2009年）。ISTAT代码为066009。